# Лукойл
«Лукойл» — одна из крупнейших российских нефтяных компаний, вторая по объёмам нефтедобычи в России. Наименование компании происходит от первых букв названий городов нефтяников (Лангепас, Урай, Когалым) и слова «ойл» (от англ. oil — нефть).
Вторая после «Газпрома» по объёмам выручки компания в России (по итогам 2020 года, по данным журнала «Эксперт»). До 2007 являлась крупнейшей по объёму добычи нефтяной компанией в России («Роснефть» опередила её после покупки активов «ЮКОСа»). По размеру доказанных запасов углеводородов «Лукойл», по собственным данным, по состоянию на 1 января 2011 года являлся третьей в мире частной нефтяной компанией (по запасам нефти — первой).
Штаб-квартира находится в Москве, на Сретенском бульваре.
28 сентября 2018 года компания возглавила рейтинг крупнейших частных компаний России по версии Forbes (Россия). По данным Forbes Global 2000 в 2022 году «Лукойл» занял 167-е место среди крупнейших компаний мира (58-е по размеру выручки, 81-е по чистой прибыли, 422-е по активам и 540-е по рыночной капитализации). В 2023 году компания заняла 4-е место по объёму чистой прибыли среди крупнейших компаний России в рейтинге Forbes с показателем в 790,1 млрд рублей.
В сентябре 2021 года президент компании Вагит Алекперов заявил, что, согласно новой 10-летней стратегии развития, утверждение которой запланировано на ноябрь этого же года, «Лукойл» будет вкладывать 80 % средств в отечественные проекты, а 20 % — в зарубежные.
Компания ответственна за 0,75 % выбросов глобальных индустриальных парниковых газов в период с 1988 до 2015.

## История

### Основание
Государственный нефтяной концерн «ЛангепасУрайКогалымнефть» («Лукоил») был создан Постановлением Правительства РСФСР № 18 от 25 ноября 1991 года. В новом нефтяном концерне были объединены три нефтедобывающих предприятия «Лангепаснефтегаз», «Урайнефтегаз», «Когалымнефтегаз», а также перерабатывающие предприятия «Пермнефтеоргсинтез», Волгоградский и Новоуфимский нефтеперерабатывающие заводы (последний вскоре перешёл под контроль властей Башкортостана).
На основании Указа Президента РФ № 1403 от 17 ноября 1992 года «Об особенностях приватизации и преобразовании в акционерные общества государственных предприятий, производственных и научно-производственных объединений нефтяной, нефтеперерабатывающей промышленности и нефтепродуктообеспечения» 5 апреля 1993 года на базе государственного концерна было создано акционерное общество открытого типа «Нефтяная компания „Лукойл“».

### 1990-е годы
В 1994 году состоялись первые приватизационные торги по акциям компании; началась торговля акциями на вторичном рынке.
В 1995 году в соответствии с постановлением Правительства РФ № 861 от 1 сентября 1995 года в уставный капитал «Лукойла» были переданы контрольные пакеты акций девяти нефтедобывающих, сбытовых и сервисных предприятий в Западной Сибири, на Урале и в Поволжье (в их числе — «Нижневолжскнефть», «Пермнефть», «Калининградморнефтегаз», «Калининградторгморнефтегаз», «Астраханьнефтепродукт» и др.).
Также в 1995 году 5 % акций «Лукойла» были проданы государством на приватизационном залоговом аукционе. Данный пакет достался аффилированной с «Лукойлом» компании с минимальным превышением стартовой цены; к конкурсу не были допущены иностранные участники.
В 1996 году «Лукойл» разместил американские депозитарные расписки (АДР) на западных фондовых рынках. Также в этом году «Лукойл» вступил в азербайджанский нефтяной проект Шах-Дениз, а также начал строительство собственного танкерного флота.
В 1997 году компания подписала с Министерством нефти Ирака контракт на разработку и добычу второй очереди нефтяного месторождения Западная Курна-2. После свержения режима Саддама Хусейна реализация проекта была приостановлена, а контракт расторгнут. В том же 1997 году было создано «Лукойл-Нефтехим», под управление которого передаются приобретённые в течение следующих нескольких лет нефтехимические предприятия («Ставролен», «Саратоворгсинтез» и калушский «Лукор»).
В 1999 году «Лукойл» осуществил ряд крупных приобретений, среди которых Одесский НПЗ, НПЗ в болгарском Бургасе, ОАО «КомиТЭК» и др.

### 2000-е годы
В 2000 году российская компания приобрела американскую корпорацию Getty Petroleum Marketing Inc., получив таким образом контроль над сетью автозаправочных станций в США и впервые выйдя на американский розничный рынок нефтепродуктов. В том же году компания взяла под контроль Кстовский НПЗ (НОРСИ-ойл), что привело к конфликту с «Сибуром», который претендовал на технологически связанные с НПЗ нефтехимические предприятия. В результате «Лукойл» получил и Пермский ГПЗ, уступив «Сибуру» лишь нефтехимические предприятия в Нижегородской области.
2001 год: очередные крупные приобретения — ОАО «Ямалнефтегаздобыча», ОАО «Архангельскгеолдобыча», Локосовский ГПЗ. В 2002 году «Лукойл» начал строительство собственного терминала по перевалке нефтепродуктов в порту Высоцк (Ленинградская область).
В 2004 году «Лукойл» окончательно стал частной компанией — остававшиеся у государства 7,59 % акций компании были проданы американской нефтяной компании ConocoPhillips за 1,988 млрд $. По мнению некоторых комментаторов, результаты открытого аукциона по продаже этого пакета акций были предопределены ещё заранее, в ходе личной встречи президента России Владимира Путина и президента ConocoPhillips Джеймса Малвы. После аукциона «Лукойл» и ConocoPhillips объявили о создании стратегического альянса. Позднее американская компания увеличила свою долю участия в капитале «Лукойла», а также продала российской компании часть своей сети автозаправочных станций в США и Западной Европе.
В 2005 году «Лукойл» приобрёл за 2 млрд $ компанию Nelson Resources, работающую в Казахстане. Также в этом году введено в эксплуатацию Находкинское газовое месторождение.
25 января 2006 компания объявила об открытии на лицензионном участке «Северный» в северной части Каспийского моря первой же поисковой скважиной на структуре «Южно-Ракушечная» в 220 км от Астрахани крупного многопластового нефтегазоконденсатного месторождения, названного в честь известного нефтяника Владимира Филановского. Вероятные запасы месторождения оцениваются в 600 млн баррелей нефти и 34 млрд м³ газа, ежегодная добыча может достигнуть 5 млн тонн. В декабре 2006 года «Лукойл» объявил о приобретении 376 АЗС в шести странах Европы (Бельгии, Финляндии, Чехии, Венгрии, Польше и Словакии) у компании ConocoPhillips.
В 2007 году «Лукойл» создал совместные предприятия с «Газпром нефтью», а в июне 2008 года — с итальянской нефтяной компанией ERG (на базе двух её нефтеперерабатывающих заводов ISAB на Сицилии, причём за 49 % данного СП «Лукойл» обязался уплатить 1,3475 млрд евро). В 2009 году «Лукойл» совместно с норвежской Statoil выиграл тендер на освоение иракского месторождения углеводородов Западная Курна-2 (в начале 2012 года норвежцы вышли из проекта, и «Лукойл» консолидировал 75 % в нём).

### 2010-е годы
К февралю 2011 года ConocoPhillips полностью вышла из капитала «Лукойла», продав свои акции в связи со сложным финансовым положением.
В конце 2012 года «Лукойл» стал победителем госаукциона по продаже прав на разведку и разработку углеводородных месторождений Имилорское, Западно-Имилорское и Источное, расположенных в Ханты-Мансийском автономном округе. В данном конкурсе «Лукойл» обошёл «Роснефть» и «Газпромнефть», заплатив государству 50,8 млрд руб.
В феврале 2013 года «Лукойл» договорился о продаже Одесского нефтеперерабатывающего завода украинской «Восточно-европейской топливно-энергетической компании» (ВЕТЭК). Сделка по продаже предприятия, производство на котором было остановлено ещё в октябре 2010 года из-за нерентабельности, закрыта летом 2013 года.
В 2014 году компания столкнулась с резким снижением розничных продаж на территории Украины, вызванным похолоданием в отношениях с Россией (по заявлению Вагита Алекперова, продажи в 2014 году упали на 42 % по сравнению с предыдущим). В связи с этим руководство «Лукойл» договорилось о продаже 100 % дочерней компании «Лукойл Украина» австрийской компании AMIC Energy Management, о чём было объявлено в конце июля 2014 года.
В 2018 году чистая прибыль НК «Лукойл» по МСФО выросла до 619,2 млрд руб. Таким образом, по сравнению с 2017 годом чистая прибыль компании увеличилась на 47,8 %.
В 2019 году чистая прибыль компании по МСФО составила 640 млрд рублей, а выручка — 7,84 трлн рублей.

### 2020-е годы
В декабре 2021 года «Лукойл» сообщил, что купит у Petronas 9,99 % доли в азербайджанском месторождении Шах-Дениз вместо 15,5 %, предполагаемых ранее. Сумма сделки — $1,45 млрд.
Согласно последним публичным данным компании, в 2021 году чистая прибыль НК «Лукойл» по МСФО, относящаяся к акционерам, составила 773,4 млрд рублей, выручка — 9,4 трлн рублей.
В начале марта 2022 года «Лукойл» стал собственником одной из крупнейших сетей независимых АЗС (90 станций) и автомоек на территории Москвы и Московской области. До этой сделки у «Лукойла» имелось более 5000 АЗС, более 2600 из которых в России.
В начале мая 2022 года было приобретено 50 % в совместном предприятии с «Газпром нефтью» на базе «Меретояханефтегаза» в ЯНАО за 52 млрд руб.
В том же месяце на фоне российского вторжения на Украину и сворачивании деятельности в России ряда крупных мировых нефтегазовых компаний стало известно о покупке «Лукойлом» дочерней компании Shell «Шелл Нефть», в которую входят построенный в 2011 году завод смазочных материалов в Торжке и более 411 АЗС в России. С учётом особенностей региональных рынков сделка могла обойтись в 2,5-2,7 млрд руб., с учётом обстоятельств, на фоне которых проходит сделка, продажа могла осуществляться с дисконтом, доходящим до 50 %. АЗС стали работать под брендом финского производителя автомобильных масел Teboil, которым «Лукойл» владеет с 2005 года.
В августе 2022 года «Лукойл» приобрёл у итальянской нефтяной компании Eni единственную АЗС в Москве, которая ей принадлежала. На месте заправки, работавшей под брендом Agip, уже в ноябре 2022 года была строительная площадка.
В октябре 2022 года «Лукойл» совместно с паевым фондом «Газпромбанк-Фрезия» приобрёл у итальянской корпорации Enel 56,4 % электроэнергетической компании «Энел Россия» со всеми генерирующими мощностями: 5,6 ГВт традиционной мощности и 300 МВт — ветряной. Сумма сделки составила €137 млн.
В сентябре 2023 года «Лукойл» и «Норникель», используя свои дочерние структуры, создали совместное предприятие — компанию по добыче нефти и газа «Варейнефтегаз». Доли между партнёрами поделены пополам. 
В феврале 2024 года компания заявила, что примет участие в сделке по приобретению доли в МКАО «Яндекс». Таким образом доля компании в «Яндексе» составит около 10 % (по другим данным — 15 %). Сделка будет реализована без участия акционеров «Лукойла» и связанных с ними лиц.
13 марта 2024 года компания сообщила о смерти своего вице-президента Виталия Робертуса на 54-м году жизни.

#### Судебный процесс с «Уралнедрами»
В августе 2022 года «Уралнедра» (подразделение Роснедр) отклонили заявку «Лукойл-Западная Сибирь» на участие в аукционе за Нятлонгский участок в ХМАО. В ведомстве сослались на отсутствие подтверждения о наличии технических средств и специалистов для освоения участка. В итоге к аукциону была допущена всего одна компания — «Сургутнефтегаз», которая выиграла аукцион по стартовой цене 52 млн рублей, а в сентябре 2022 года получила лицензию. В октябре 2022 года «Лукойл» обратился в суд, который 7 октября приостановил решение Уралнедр в качестве обеспечительной меры, а 2 ноября приостановил лицензию «Сургутнефтегаза». Исходя из судебных документов, Роснедра провели проверку и признали требования «Лукойл» правомерными. Роснедра заявили, что в протоколах рассмотрения заявок не уточнили, в чём заключается неподтверждение обеспеченности техническими средствами и специалистами.
Интерес «Лукойл» к этому месту добычи обусловлен соседством с Имилорским участком «ЛУКОЙЛ-Западная Сибирь», транспортная инфраструктура которого, позволила бы снизить издержки. Интерес «Сургутнефтегаза» также обусловлен соседством к Южно-Соимлорскому и Восточно-Соимлорскому участкам, принадлежащим компании.

## Акционеры
Высшим менеджерам компании на июль 2010 года принадлежал крупнейший пакет (более 30 %) акций компании, в том числе президенту «Лукойла» Вагиту Алекперову — 20,6 %, вице-президенту Леониду Федуну — 9,08 %. Американской нефтяной компании ConocoPhillips принадлежало 19,21 % (к февралю 2011 года данная компания полностью вышла из состава акционеров «Лукойла», продав свои акции, причём частично — самому «Лукойлу»). Остальные акции находились в свободном обращении на Лондонской фондовой бирже, Франкфуртской фондовой бирже, РТС, ММВБ. Рыночная капитализация — $64,4 млрд (1 сентября 2008 года). Номинальными держателями акций «Лукойла», осуществляющими их хранение и учёт, являются: 61,78 % — Bank of New York, 10,79 % — кипрская компания LUKOIL EMPLOYEE LIMITED (контролируется Банком Кипра через Odella Resources Limited, владельцами которой являются Дмитрий Рыболовлев и топ-менеджер Газпром-Медиа Холдинга Сергей Езубченко).
В марте 2020 года Вагит Алекперов являлся владельцем 3,11 % акций Лукойла.

## Руководство
С 1993 года по 2022 год президентом ПАО «Лукойл» являлся Вагит Алекперов.
С 2022 по 2025 год президентом/ главным исполнительным директором ПАО «Лукойл» являлся Вадим Воробьёв.
14 января 2025 года Сергей Кочкуров сменил Вадима Воробьёва на посту главного исполнительного директора после того, как против последнего были введены санкции.

### Совет директоров
Совет директоров компании включает 11 членов. Совет директоров, избранный 21 июня 2017 года: Вагит Алекперов, Виктор Блажеев, Валерий Грайфер, Игорь Иванов, Равиль Маганов, Ричард Х. Мацке, Любовь Хоба, Тоби Гати, Роджер Маннингс, Иван Пикте, Леонид Федун.
Валерий Грайфер был председателем совета директоров компании c 2000 года вплоть до своей смерти в 2020 году.
21 апреля 2022 года Вагит Алекперов покинул совет директоров и пост президента компании.
1 сентября 2022 года найден мёртвым после падения из окна председатель совета директоров, первый исполнительный вице-президент Равиль Маганов.
24 октября 2023 года на своём посту умер председатель совета директоров Лукойла Владимир Некрасов.

## Деятельность

### Нефте- и газодобыча

#### Запасы углеводородов

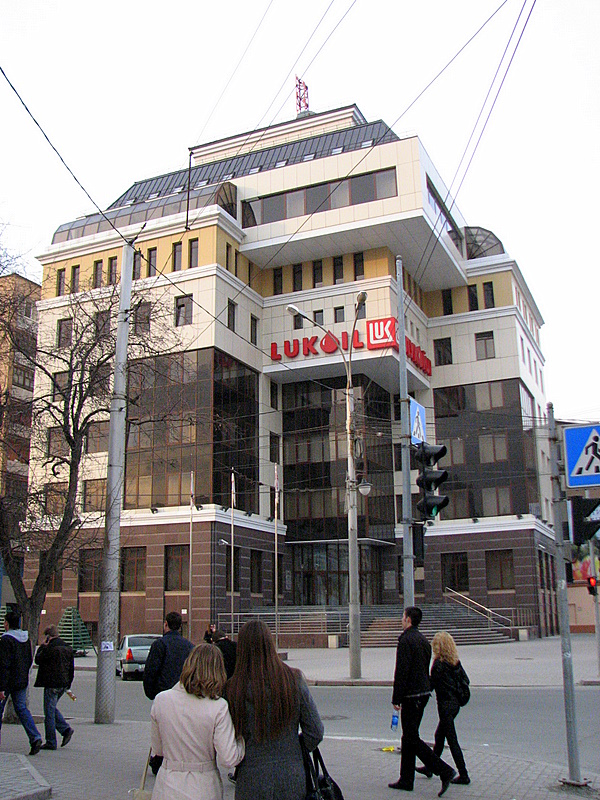
ООО «Лукойл-Западная Сибирь» в Тюмени

Доказанные запасы углеводородов компании на 1 января 2011 года составили 17,255 млрд баррелей нефтяного эквивалента, в том числе 13,319 млрд баррелей нефти и 0,67 трлн м³ газа. По величине доказанных запасов нефти «Лукойл», по собственным сведениям, на эту дату являлся крупнейшей частной нефтяной компанией в мире, по доказанным запасам газа — шестой.
Дополнительно к этому, вероятные запасы углеводородов на 1 января 2011 года составляли 8,46 млрд баррелей нефтяного эквивалента (в том числе нефть — 6,47 млрд баррелей и газ — 0,34 трлн м³), возможные запасы — 3,17 млрд баррелей нефтяного эквивалента (в том числе нефть — 2,78 млрд баррелей и газ — 65,7 млрд м³).
Более половины запасов нефти «Лукойла» сконцентрировано в Западной Сибири (основным оператором добычи является ООО «Лукойл-Западная Сибирь» (расположено в Ханты-Мансийском автономном округе), 100 % акций которого принадлежит ПАО «Лукойл» и является крупнейшим активом Лукойла). Около половины запасов природного газа находится в месторождениях, расположенных на Гыданском полуострове (Ямало-Ненецкий автономный округ).
10 крупных нефтедобывающих месторождений компании:
| номер | месторождение         | добыча 2007 году (тыс. тонн) |
| 1     | Тевлинско-Русскинское | 9487                         |
| 2     | Ватьёганское          | 8086                         |
| 3     | Повховское            | 6183                         |
| 4     | Покачёвское           | 3582                         |
| 5     | Южно-Ягунское         | 3142                         |
| 6     | Харьягинское          | 2874                         |
| 7     | Когалымское           | 2793                         |
| 8     | Памятно-Сасовское     | 2464                         |
| 9     | Урьевское             | 2227                         |
| 10    | Усинское              | 2113                         |

Эксплуатационный фонд нефтяных скважин «Лукойла» на 1 октября 2005 года составил 26 626 скважин, неработающий фонд — 4532 или 17 % от эксплуатационного. По отношению к началу 2005 года эксплуатационный фонд увеличился на 124 скважины, а неработающий фонд уменьшился на 209 скважин. Эксплуатационный фонд нагнетательных скважин составил на 1 октября 2005 года 8079 (на 133 скважины больше, чем на конец 2004 года), действующий фонд — 6238 скважин (на 263 скважины больше, чем на конец 2004 года).

#### Совместные проекты на территории России
В рамках стратегического альянса «Лукойл» и ConocoPhillips 1 июля 2005 года с целью разработки нефтегазоносных залежей в Тимано-Печорской нефтегазоносной провинции на севере европейской части России создали совместное предприятие «Нарьянмарнефтегаз». Доля «Лукойла» в созданном СП составляла 70 %, доля ConocoPhillips — 30 %.
В декабре 2011 года «Лукойл» создал совместное предприятие с «Башнефтью» для разработки крупных нефтяных месторождений имени Романа Требса и имени Анатолия Титова. Суммарные извлекаемые запасы и ресурсы нефти по данным месторождениям — 89,73 млн тонн по категории С1, 50,33 млн тонн — по категории С2 и 59,29 млн тонн — по категории С3.

#### Зарубежные проекты
Оператором зарубежных проектов «Лукойла» в секторе геологоразведки и добычи является его дочерняя компания «Лукойл Оверсиз».
«Лукойл» участвует в реализации 16 проектов по разведке и разработке структур и месторождений на территории следующих стран:
- Азербайджан (Д-222 (Ялама), Шах-Дениз, Мелководье вокруг Апшеронского полуострова[68]);
- Казахстан (Тенгиз, Карачаганак, Кумколь, Каракудук, Северное Бузачи, Алибекмола, Кожасай, Арман, Жамбай Южный, Аташский, Тюб-Караган);
- Узбекистан (Кандым-Хаузак-Шады, Арал, Кунград, Юго-Западный Гиссар);
- Египет (Мелейя, блок WEEM, Западный Гейсум, Северо-Восточный Гейсум);
- Ирак (Западная Курна-2);
- Иран (Анаран);
- Колумбия (проект «Кондор» совместно с колумбийской государственной компанией Ecopetrol);
- Кот-д'Ивуар (соглашение о разделе продукции на шельфовом блоке CI-205 в Гвинейском заливе)
- Венесуэла (блок Junin 3);
- Саудовская Аравия.
- Гана (Cape Three Points Deepwater)
- Румыния

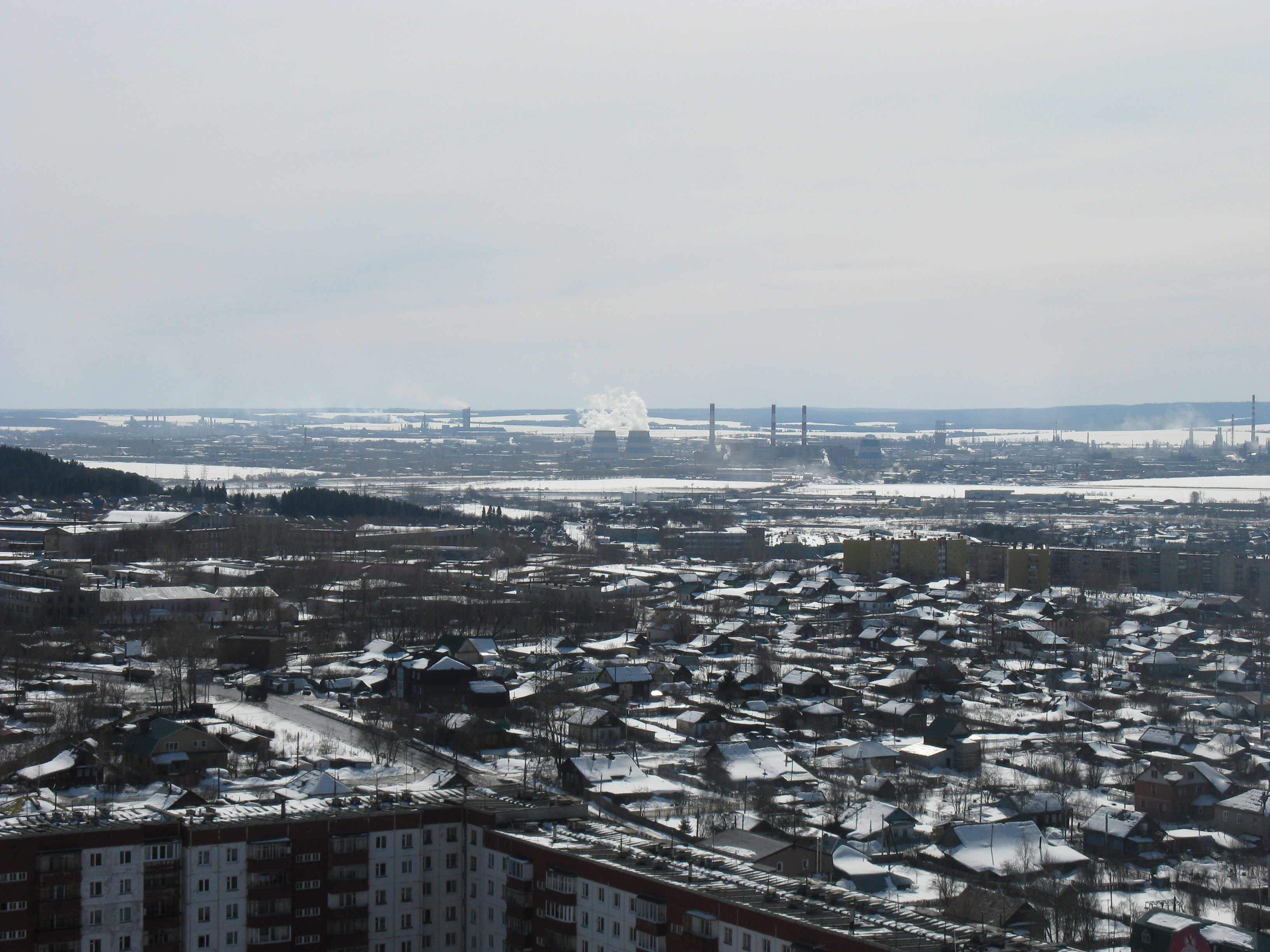
Нефтеперерабатывающий завод «Лукойл-Пермнефтеоргсинтез» в Перми

Добыча углеводородов из всех вышеперечисленных проектов осуществляется только в Казахстане (5,5 млн т нефти и 1,9 млрд м³ в 2006 г.) и Египте (0,2 млн т).

### Нефте- и газопереработка
«Лукойл» владеет семью нефтеперерабатывающими заводами (НПЗ) общей мощностью 58 млн т нефти в год, а также двумя миниНПЗ.
| Страна           | Название                         | Площадка        | Год запуска | Год приобретения     | Мощность, млн т |
| ---------------- | -------------------------------- | --------------- | ----------- | -------------------- | --------------- |
| Флаг России      | Лукойл-Нижегороднефтеоргсинтез   | Кстово          | 1958        | 2000                 | 17,0            |
| Флаг России      | Лукойл-Пермнефтеоргсинтез (ПНОС) | Пермь           | 1958        | 1991                 | 13,0            |
| Флаг России      | Лукойл-Волгограднефтепереработка | Волгоград       | 1957        | 1991                 | 11,0            |
| Флаг России      | Лукойл-Ухтанефтепереработка      | Ухта            | 1934        | 2000                 | 3,7             |
| Флаг Украины     | Лукойл-Одесский НПЗ              | Одесса          | 1937        | 1999 (продан в 2013) | 2,8             |
| Флаг Болгарии    | Лукойл Нефтохим Бургас           | Бургас          | 1964        | 1999                 | 8,8             |
| Флаг Румынии     | Petrotel-LUKOIL                  | Плоешти         | 1904        | 1998                 | 2,4             |
| Флаг Италии      | ISAB                             | Приоло Гаргальо | 1975        | 2008 (продан в 2023) | 16,0            |
| Флаг Нидерландов | TRN                              | Флиссинген      | 1973        | 2009                 | 7,9             |

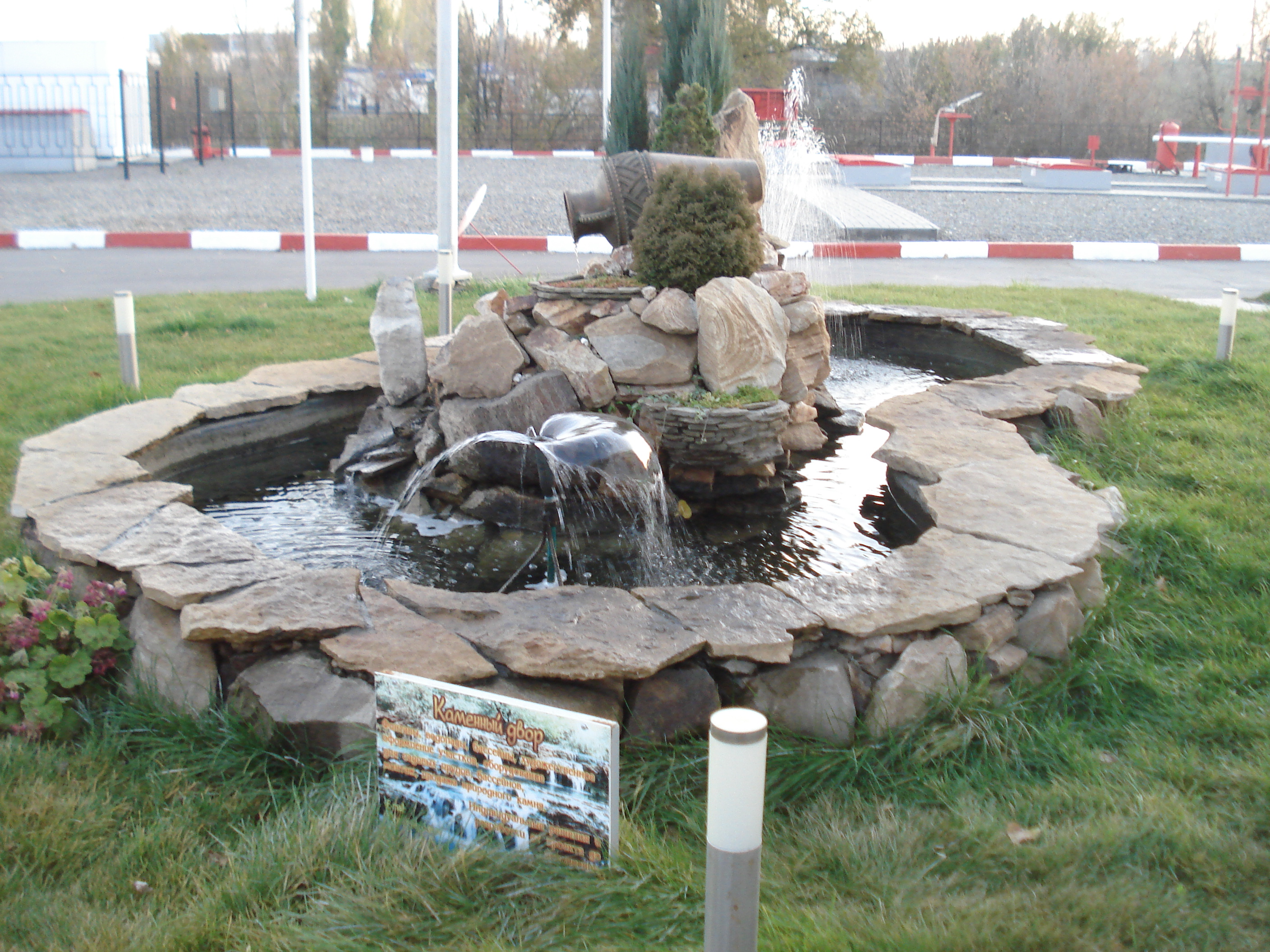
Фонтан на АЗС «Лукойл» в Волгограде

Также в состав компании входят Коробковский, Усинский, Пермский и Локосовский газоперерабатывающие заводы.
Газоперерабатывающими заводами компании в 2005 году было переработано 2691 млн м³ газового сырья и 479 тыс. т широкой фракции лёгких углеводородов. 

В 2007 году на НПЗ компании было переработано 52,16 млн т нефти, в том числе на российских заводах — 42,55 млн т.
Инвестиции

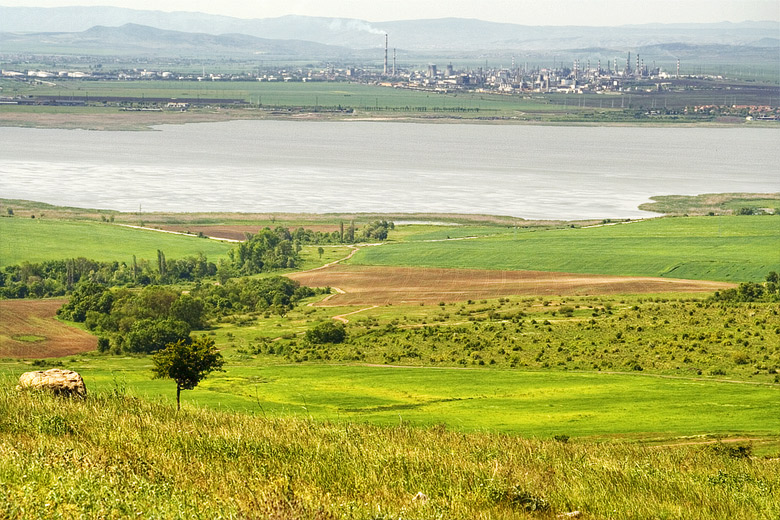
Панорама болгарского комбината «Лукойла» «Нефтохим Бургас»

Выступая на пресс-конференции в Нью-Йорке 18 октября 2006 года, президент компании Вагит Алекперов сообщил, что «Лукойл» отказывается от строительства нового нефтеперерабатывающего завода в России. По его словам, «на данном этапе это нецелесообразно и экономически неэффективно».
Вместе с тем, «Лукойл» планировал построить в Калмыкии крупный комплекс для переработки природного газа, поступающего с месторождений Северного Каспия общей стоимостью свыше 3 млрд долл. Работы предполагалось начать весной 2008 года.
Также, в марте 2007 года было заявлено, что «Лукойл» собирается расширить мощности завода в болгарском Бургасе с 7,5 до 10 млн т нефти в год.
В 2020-х «Лукойл» стал свёртывать инвестиции в России, сократив, в частности, капитальные затраты в разведке и добыче в первой половине 2021 года более чем на 27 %, общие инвестиции уменьшены на 14,6 %.

### Нефтехимия
Дочерняя компания «Лукойл-Нефтехим» — управляет нефтехимическими комбинатами «Ставролен» (Будённовск), «Саратоворгсинтез», «Карпатнефтехим» (Калуш, Украина). Нефтехимические мощности находятся также в составе комбината «Нефтохим Бургас» в Болгарии.
«Лукойл» является крупнейшим в Восточной Европе производителем олефинов, нитрила акриловой кислоты (сырья для производства синтетических волокон).
Также, совместно с «Сибуром», «Лукойл-Нефтехим» владеет контрольным пакетом акций комбината «Полиэф».
В 2005 году на нефтехимических предприятиях «Лукойл-Нефтехима» было произведено 1,8 млн т товарной продукции, в том числе 402 тыс. т полиэтилена, 128 тыс. т нитрила акриловой кислоты. Кроме того, на болгарском нефтеперерабатывающем заводе «Лукойл Нефтохим Бургас» выработано 372,5 тыс. т нефтехимической продукции.
Важным проектом «Лукойла» в области нефтехимии является строительство Каспийского газохимического комплекса (ожидается, что он будет использовать ресурсы природного газа и газового конденсата, добываемого компанией на шельфе Каспийского моря). Предполагается, что предприятие будет выпускать широкий спектр нефтехимической продукции, включая продукты основного органического синтеза, полиэтилен, полипропилен и т. д.

### Транспортировка
Транспортировка нефти, добываемой «Лукойлом» в России, осуществляется по большей части трубопроводами «Транснефти», а также железнодорожным и водным транспортом.
Нефть, добываемая на месторождениях компании в Казахстане, транспортируется, в том числе, через трубопровод Каспийского трубопроводного консорциума (КТК).
«Лукойлу» принадлежит целый ряд нефтяных и нефтепродуктовых терминалов, используемых для экспорта нефти и нефтепродуктов:
- Терминал в порту Высоцк (Финский залив Балтийского моря) мощностью 10,7 млн т нефти и нефтепродуктов в год (на начало 2006 года).
- Терминал вблизи посёлка Варандей (Баренцево море) мощностью 12,5 млн т нефти в год — используется для отгрузки нефти, добываемой в Тимано-Печорской нефтегазоносной провинции[73].
- Терминал в порту Светлый на Балтийском море (Калининградская область) мощностью 6 млн т нефти и нефтепродуктов.

### Сбыт

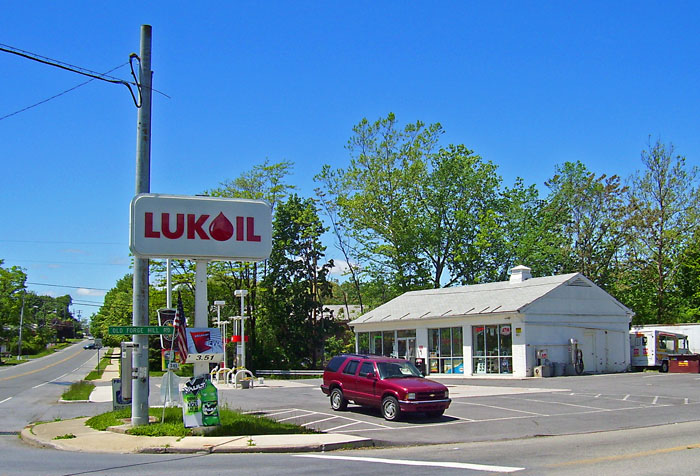
Автозаправочная станция «Лукойла» на шоссе № 94 в штате Нью-Йорк (США)

Сеть по сбыту нефтепродуктов компании «Лукойл» охватывает 19 стран мира, включая Россию, страны СНГ (Азербайджан, Белоруссия, Грузия, Молдавия, Украина), государства Европы (Бельгия , Болгария, Венгрия, Кипр, Латвия, Литва, Нидерланды , Польша, Сербия, Румыния, Хорватия, Черногория, Чехия (на 2008 год 44 АЗС под торговой маркой JET), Эстония и США. Компании принадлежит 200 нефтебаз и 6620 автозаправочных станций.
Розничная продажа нефтепродуктов осуществляется по большей части под торговой маркой «Лукойл» (LUKOIL — за рубежом). В США часть заправочных станций компании работает под торговыми марками Getty и Mobil.
В июле 2008 года «Лукойл» договорился о покупке турецкой компании Akpet, которой принадлежит 693 АЗС, восемь нефтепродуктовых терминалов, пять хранилищ сжиженного природного газа, три авиатопливозаправочных комплекса и завод по производству и фасовке моторных масел на территории Турции. Сумма сделки составила немногим больше 500 млн $.
С августа 2017 года «Лукойл» совместно с компанией PAL активно начинает реализовывать свою продукция на международном маркетплейсе Alibaba.com входящей в Alibaba Group, тем самым получив доступ на рынки новых стран.

### Электроэнергетика
«Лукойлу» принадлежит значительное число малых электростанций и других энергетических установок. Собственные энергомощности компании на 2009 год включали 463 генерирующие установки мощностью 337 МВт. Указанные генерирующие ёмкости обеспечили в 2008 году 6,1 % потребностей компании в энергии.
Помимо этого компания «Лукойл» контролирует 100 % долей «Лукойл-Экоэнерго» (Южная генерирующая компания — ТГК-8).

### Показатели деятельности
Среднесуточная добыча углеводородов «Лукойла» в 2008 году составила 2,194 млн барр. н. э./сут; объём нефтепереработки — 1,127 млн барр./сут. Выпуск нефтепродуктов за 2008 год (без учёта мини-НПЗ и сицилийских НПЗ ISAB) вырос по сравнению с 2007 годом на 7,4 % и составил 52,5 млн т. Общий объём реализации нефти и нефтепродуктов в 2008 году составил 134,7 млн т (рост на 2,1 % по сравнению с предыдущим годом).
В 2007 году число сотрудников «Лукойла» выросло на 1,9 % до 151,4 тыс. человек по сравнению с 2006 годом (148,6 тыс.).
Выручка компании за 2013 год по US GAAP составила 141,5 млрд $ (за 2012 год — 139,17 млрд $), EBITDA — $19,3 млрд (18,9 млрд $), чистая прибыль — 7,8 млрд $ (11 млрд $).

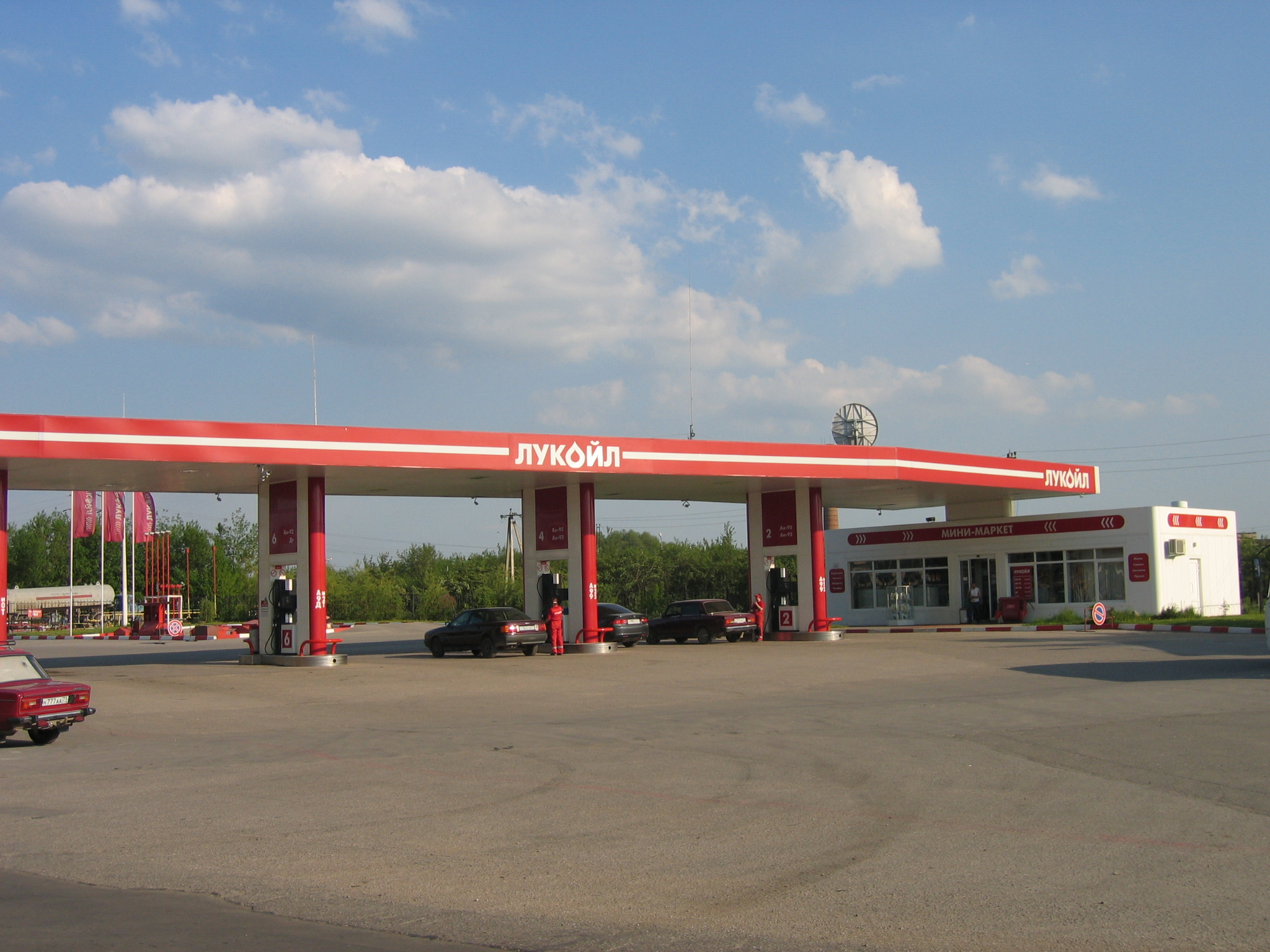
Автозаправочная станция «Лукойла» в Туле

Рейтинговое агентство «Эксперт РА» присвоило в 2022 году ПАО «Лукойл» рейтинговую оценку ruAAA со стабильным прогнозом, в 2023 году рейтинг был подтверждён.
В 2023 году рейтинговое агентство АКРА присвоило ПАО «Лукойл» рейтинговую оценку AAА(RU) со стабильным прогнозом, в 2024 году рейтинг был подтверждён.

## Дочерние организации

Памятник пермской нефти у дороги 57К-0011 Чусовой — Полазна

Компания «Лукойл» владеет контрольными пакетами или контролирует иным образом следующие основные организации:
- Лукойл-Западная Сибирь
- Лукойл-ЭПУ Сервис
- Лукойл-Центрнефтепродукт
- Лукойл-Волганефтепродукт
- Лукойл-Калининградморнефть (Калининград)
- Лукойл-Коми
- Лукойл-Нефтехим
- Лукойл-Нижневолжскнефтепродукт
- Лукойл-Черноземьенефтепродукт
- Лукойл-Нижневолжскнефть
- Лукойл Оверсиз Холдинг Лтд (Пермь).
- Лукойл-Пермнефтеоргсинтез
- Лукойл-Пермнефтепродукт
- Лукойл-Пермь
- Лукойл-Северо-Западнефтепродукт
- Лукойл-Севернефтепродукт
- Лукойл-Украина (Украина)
- Лукойл-Югнефтепродукт
- Lukoil Americas Corporation
- LITASCO
- «Лукойл Болгария ЕООД»
- «Лукойл Македония Лтд.»
- «Лукойл Хорватия»
- Лукойл Сербия а.д.
- Лукойл-Инжиниринг
- Лукойл-Технологии
- Лукойл-Энергосети
- Лукойл-Уралнефтепродукт
- Лукойл-Ухтанефтепереработка
- Лукойл-Экоэнерго
- Лукойл-Ростовэнерго
- Лукойл-Энергоинжиниринг
- Лукойл-ЦУР
- Лукойл-Астраханьэнерго
- Лукойл-Кубаньэнерго
- Лукойл-Волгоградэнерго
- Лукойл-ТТК
- РИТЭК
- Торговый дом «Лукойл»
- Лукойл-Интер-Кард
- Lukoil Czech Republic s. r. o. (Чешская республика, Прага)
- «Лукойл-Белоруссия» (Республика Беларусь, Минск)
- «Лукойл Узбекистан Оперейтинг Компани» (Республика Узбекистан)
- Lukoil Baltija (Литва)[86][87][88][89].
- Lukoil Belgium N.V. (Бельгия)
- Лукойл-Резервнефтепродукт
- Архангельскгеолразведка (Архангельск)
- ООО «ЛЛК-Интернешнл» (производство и реализация смазочных материалов под брендом «Лукойл»)
- Лукойл-Энергосервис

## Экология
В 2005 году на выполнение мероприятий по обеспечению экологической безопасности компанией в целом было потрачено 9 млрд руб.
Вместе с тем, «Лукойл» сталкивается с критикой в свой адрес со стороны различных экологических организаций. В частности, серьёзные возражения экологов встречает осуществляемая компанией добыча нефти на шельфе Балтийского моря в Калининградской области, всего в 22 км от Куршской косы, входящей в перечень объектов всемирного наследия ЮНЕСКО.
По мнению ряда критиков[каких?], «Лукойл» унаследовал худшие стандарты советской нефтяной индустрии в отношении окружающей среды, недостаточно ответственно относясь к минимизации загрязнений на своих нефтепромыслах и заводах.
С 2016 года Лукойл добивается выдачи лицензии на разработку месторождения «Надежда», расположенного в Калининградской области в Балтийском море и не относящегося к Континентальному шельфу России, работы на котором разрешены только госкомпаниям. В октябре 2021 года, ссылаясь на возможные последствия для местной экологии, Правительство Российской Федерации вернуло на доработку в Минприроды проект решения о выдаче лицензии Лукойлу на «Надежду», где компания уже запланировала проведение геологоразведочных работ.

## Происшествия
На одном из прудов-накопителей АО «ЛУКойл-Волгоград-нефтепереработка» в период с 25 июля по 8 августа 1996 года происходило возгорание нефтешлама из-за недопустимого здесь ведения сварочных работ. Поверхностный слой отходов нефтепродуктов формировался в течение последних двух десятков лет, и подобное возгорание на этой территории уже отмечалось в 1972 году. В результате пожара 1996 года выгорело около 50 тыс. тонн нефтепродуктов, так как даже почва была в этом месте пропитана летучими фракциями. В очаге пожара концентрация окиси углерода превышала допустимые нормы почти в 28 раз, двуокиси азота — в три раза, сероводорода и фенола — более чем в полтора раза. В жилых кварталах Красноармейского района г. Волгограда, находящихся в 7 км от пожара, а также в близлежащих населённых пунктах — Б. и М. Чапурниках, Дубовом Овраге, Червлёном, Тингуте — содержание в воздухе продуктов сгорания также превышало предельно допустимые концентрации. В ликвидации этой крупной техногенной аварийной ситуации с тяжёлыми экологическими последствиями принимали участие подразделения Министерства чрезвычайных ситуаций России.
В конце апреля 2002 года в районе посёлка Юго-Камский (Пермский край) в результате незаконной врезки произошёл разрыв на нефтепродуктопроводе «Пермь-Альметьевск», принадлежащем ООО «Лукойл-Пермнефтепродукт». В результате на землю вылилось около 100 тонн дизельного топлива. Итогом аварии стало попадание нефтепродуктов в водопровод; длительное время в посёлке были закрыты детские сады, отсутствовала возможность для полива приусадебных хозяйств.
Осенью 2003 года МЧС России выявило факты разлива нефти вследствие разгерметизации межпромыслового нефтепровода, принадлежащего ТПП «Лукойл-Усинскнефтегаз», на территории республики Коми в районе города Усинска. Площадь нефтяных загрязнений составила в одном случае около 1,8 тыс. м², во втором — 377 м².
10 марта 2007 в результате разгерметизации оборудования произошло возгорание нефтепродуктов на установке ЭЛОУ-АВТ-6 Волгоградского НПЗ, огонь распространился на 500 м², пожару присвоена третья категория сложности, установка выведена из строя на длительный период времени.
4 апреля 2008 года в результате взрыва и последующего пожара на установке по выпуску полипропилена завода «Ставролен» погибли четверо рабочих предприятия.
15 декабря 2011 года на заводе Ставролен произошёл взрыв с последующим возгоранием. В результате происшествия за медицинской помощью обратилось семь человек, двое из которых с ожогами 2-3 степени госпитализированы в больницу. Ущерб от пожара составил более $25 млн. Предприятие было частично остановлено более чем на год.
20 апреля 2012 года на месторождении имени Требса, разрабатываемом совместно «Лукойлом» и «Башнефтью», произошла авария, нанёсшая существенный ущерб природной среде: свыше суток продолжалось фонтанирование нефти из расконсервированной скважины, что привело к масштабному загрязнению территории. По данным пресс-службы администрации Ненецкого автономного округа, площадь загрязнения превысила 5 тысяч м2, объём пролившейся нефти, по данным «Башнефти», — 600 т (в независимых источниках назывались цифры до 2,2 тыс. т).
11 мая 2021 года глава городского округа Усинск (Республика Коми) второй раз за последние семь месяцев ввёл в муниципалитете режим чрезвычайной ситуации: из-за разгерметизации в Ненецком автономном округе напорного нефтепровода от магистральной насосной станции Ошского месторождения в НАО до ДНС-5 Харьягинского месторождения из нефтесборного коллектора одной из скважин Ошского месторождения, принадлежащего компании «ЛУКОЙЛ-Коми», в почву и реку Колва вылилось порядка 90 тонн нефтепродуктов. Радужную плёнку заметили на поверхности реки Колвы в районе четвёртого моста. 13 мая нефтяное пятно дошло до села Колва. Всемирный фонд дикой природы (WWF), ссылаясь на собственные исследования на месте происшествия, а также на данные космических изображений, полученных межрегиональной проектной группой РИСКСАТ, заявил, что разлив нефти на дюкерном переходе через реку Колва нефтепровода с Ошского месторождения в Ненецком автономном округе начался задолго до 11 мая 2021 года. Оперативный космический мониторинг показал, что утечка на дюкерном переходе происходила в течение месяца, а в начале мая, после того как растаял снег и лёд на реке, нефть попала в воду. 17 мая 2021 года в Республике Коми в целях предотвращения распространения нефтесодержащей жидкости по водным объектам, вслед за городским округом Усинск ввели режим чрезвычайной ситуации ещё в двух районах — Усть-Цилемском и Ижемском. Всемирный фонд дикой природы и Комитет спасения Печоры провели экспедицию к месту разлива нефти и установили, что берега загрязнённые нефтепродуктами более чем на 200 км от места разлива. Экологи фонда говорят о замалчивании масштаба загрязнения и последствий разлива компанией Лукойл.
8 мая 2022 года бывший член правления ООО «Торговый дом „Лукойл“» миллиардер Александр Субботин умер в Мытищах у шамана Магуа.

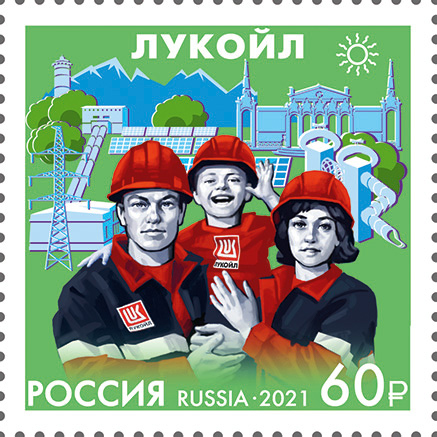
Семья работников компании «Лукойл» на фоне производственных сооружений компании и павильона «Нефть» ВДНХ

## Социальная политика
Предприятия «Лукойла» несут достаточно высокую социальную нагрузку, особенно в нефтедобывающих регионах. Доля работников компании и членов их семей в общей численности населения городов составляет: Лангепас — 42,7 %, Урай — 29,5 %, Когалым — 37,4 % (2004 год). На балансе компании находится ряд образовательных, медицинских и оздоровительных учреждений. Действует принятый в 2002 году Социальный кодекс ПАО «Лукойл». Расходы «Лукойла» на благотворительность составили в 2010 году 3,2 млрд руб.

### «Лукойл» и спорт

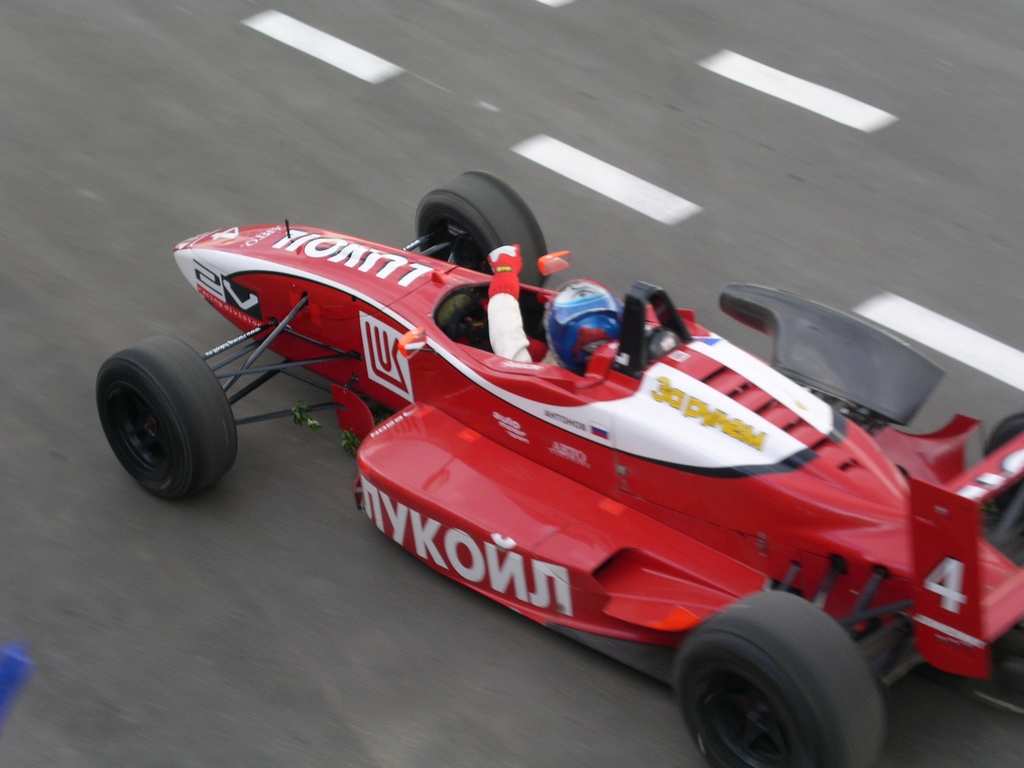
Михаил Антонов за рулём болида гоночной серии Formula F1600 команды Лукойл Рэйсинг Тим

В 1997 году, когда по инициативе Алекперова, Сафина и Баркова компания перенаправила спонсорство с Уфы на Октябрьский (Башкортостан), где была возрождена спидвейная команда — на этот раз с названием «Лукойл». Перед сезоном 2008 года «Лукойл» прекратил финансовые отношения с командой; клуб был вынужден сняться с чемпионата.
В 2000—2004 годах имя компании носил челябинский футбольный клуб, игравший в первенстве КФК, во втором дивизионе и в 2004 году вышедший в первый дивизион. В 2005 году команда сменила название на «Спартак», в 2006 году переехала в Нижний Новгород и впоследствии была расформирована.
С 2000 года является генеральным спонсором футбольного клуба «Спартак» (Москва), а в 2004 году вице-президент «Лукойла» Леонид Федун приобрёл контрольный пакет акций клуба. С 2001 года компания оказывает спонсорскую поддержку Детской футбольной лиге (ДФЛ). Под эгидой спортклуба «Лукойл», ДФЛ и РФС с 2002 года вручается футбольная премия «Первая пятёрка». Кроме того, компания является спонсором ряда региональных российских команд по различным видам спорта. В частности, компания поддерживает волгоградский ватерпольный клуб «Лукойл-Спартак»), «Лукойлу» принадлежит автомобильная команда Лукойл Рейсинг Тим, являющаяся одним из лидеров отечественного автоспорта. Команда «Лукойл Рейсинг Тим» участвует в российском чемпионате среди автомобилей класса «Туринг-Лайт» (RTCC) с 2004 года. Также компания оказывает поддержку Олимпийскому комитету России («Лукойл» — один из учредителей Фонда поддержки олимпийцев России). Начиная с 2013 года при поддержке Российского футбольного союза и Football Against Racism in Europe компания реализует Детский кубок чемпионов, который объединяет 30 клубов двадцати трёх стран. «Послами соревнований» в различных странах выступают известные футболисты и тренеры: в 2013 году послами Детского кубка чемпионов стали Эдгарас Янкаускас, Игорь Добровольский, Владимир Шмицер, Саво Милошевич. В 2014 году к проекту присоединились Бранислав Иванович, Димитр Бербатов, Алексей Смертин, Юрис Лайзанс, Уэсли Снейдер. Куратором проекта в мировом футболе выступал Христо Стоичков. В 2018 году «Лукойл» становится генеральным спонсором киберспортивной команды «Forze eSports».
Помимо России, «Лукойл» спонсировал различные спортивные коллективы во всех странах, где вёл свою деятельность. В Румынии компания спонсировала футбольный клуб «Рапид», в Молдавии — «Зимбру», на Украине поддерживала национальную федерацию мотоспорта, в Болгарии — мужской баскетбольный клуб «Лукойл-Академик», женский «Лукойл-Нефтохимик», одноимённые волейбольный, акробатический клубы и клуб академической гребли, а также клуб боевых искусств «Лукойл-Иккен».
22 августа 2022 года ПАО «Лукойл» объявил о приобретении 100 % акций АО «Футбольный клуб „Спартак-Москва“», а также стадиона «Открытие Банк Арена». Также было сообщено о выходе из состава акционеров клуба Леонида Федуна, он сложил полномочия президента, члена и председателя совета директоров клуба и больше не будет принимать участие в управлении «Спартаком».

### Война на Украине
В марте 2022 года Совет директоров НК «Лукойл» выступил за скорейшее прекращение конфликта на Украине. В заявлении говорится:
Совет Директоров ПАО ЛУКОЙЛ выражает свою озабоченность по поводу продолжающихся трагических событий на Украине и глубочайшее сочувствие всем, кого коснулась эта трагедия. Мы выступаем за скорейшее прекращение вооруженного конфликта и всецело поддерживаем его разрешение путем переговорного процесса, дипломатическими средствами.

## Нарушение антимонопольного законодательства
В ноябре 2009 года Федеральная антимонопольная служба России наложила на компанию рекордный штраф за нарушение антимонопольного законодательства — 6,54 млрд руб. Штраф был наложен за зафиксированное в первом полугодии 2009 года злоупотребление доминирующим положением на оптовом рынке нефтепродуктов, выразившееся в «в изъятии товара из обращения» и создании «дискриминационных условий при реализации нефтепродуктов отдельным контрагентам». Как посчитала ФАС, эти действия привели к росту цен на оптовых рынках автомобильных бензинов, дизельного топлива и авиационного керосина в первой половине 2009 года.

## Санкции
В 2018 году «Лукойл» был включён в санкционный список Украины. 24 июня 2024 года санкции были ужесточены президентским указом после решения СНБО. Из-за ужесточения украинских санкций, Украина остановила транспортировку нефти компании в Венгрию и Словакию по южной части нефтепровода «Дружба».

## Критика
Ассоциация малых и средних нефтедобывающих предприятий «Ассонефть» критиковала «Лукойл» и органы власти Республики Коми за предоставление налоговых льгот нефтяным предприятиям региона, обязательным условием которых является добыча не менее 7 млн т нефти в год и (или) переработка не менее 3 млн т. Этим условиям в регионе соответствуют только два предприятия — «Лукойл Коми» и «Лукойл Ухтанефтепереработка». В марте 2007 года стало известно, что Федеральная антимонопольная служба России возбудила в связи с этим дело в отношении госсовета Коми по признакам нарушения ч. 1 ст. 15 закона «О защите конкуренции» в части ограничения конкуренции на рынках добычи и переработки нефти.
В октябре 2005 года в центре скандала, связанного с «Лукойлом», оказался тогдашний премьер-министр Литвы Альгирдас Бразаускас. Оппозиционная фракция литовского парламента «Союз Отечества» начала сбор подписей за создание парламентской комиссии по расследованию некоторых фактов предпринимательской деятельности жены Бразаускаса — Кристины Бутримене-Бразаускене — в частности, приобретения ею 38 % акций элитной вильнюсской гостиницы «Crowne Plaza» (бывшей гостиницы «Draugystė», принадлежавшей Совету министров Литовской ССР и ЦК КПЛ) у супруги руководителя компании «Лукойл-Балтия». Обвинения были связаны с тем, что «Лукойл» являлся в тот момент одним из претендентов на пакет акций одного из крупнейших предприятий Литвы — нефтеперерабатывающего завода Mažeikių nafta, ранее принадлежавшего компании ЮКОС. Бразаускас отверг обвинения в коррупции, но признал, что его супруга владеет 51 % акций гостиницы, а ещё 48 % принадлежат его сыну. 22 ноября по настоянию президента страны Валдаса Адамкуса Альгирдас Бразаускас выступил по телевидению, заявив, что не причастен к приватизации гостиницы, а все обвинения должны рассматривать правоохранительные органы, а не парламентская комиссия.
25 февраля 2010 года в Москве служебный автомобиль вице-президента «Лукойла» Анатолия Баркова «Mercedes S-500» столкнулся с автомобилем «Citroën», в котором находились врач Ольга Александрина и известный акушер Вера Михайловна Сидельникова. В результате автомобильной аварии обе женщины погибли. ГИБДД выдвинула предварительную версию о виновности в аварии водителя автомобиля «Citroën». Дорожно-транспортное происшествие вызвало серьёзный резонанс в обществе, так как возникло предположение, что ГИБДД пытается снять ответственность с реального виновника аварии — водителя «Мерседеса», который, согласно показаниям очевидцев, объезжал пробку и выехал на встречную полосу. Есть также предположение, что за рулём «Мерседеса» находился сам вице-президент «Лукойл». Спустя несколько дней после аварии Глава ГИБДД Москвы вынес решение о неполном служебном соответствии командиру батальона ДПС, оформлявшего ДТП на Ленинском проспекте за то, что тот преждевременно назвал водителя «Ситроена» Ольгу Александрину виновницей ДТП. Происшествие вызвало общественную реакцию, в частности, была организована акция бойкота заправок этой компании, Андрей Бочаров переозвучил рекламу «Лукойла» по мотивам этого ДТП, а Noize MC написал песню «Мерседес S666 (Дорогу Колеснице)».
В июле 2011 года у «Лукойла» возник конфликт с властями Болгарии. По данным властей балканской страны, на бургасском нефтеперерабатывающем заводе компании не были своевременно установлены приборы учёта изготовленного топлива (применяются при определении величины уплачиваемых акцизов), в результате чего, по утверждению чиновников, «Лукойл» якобы недоплатил в бюджет страны около €250 млн. В итоге предприятие лишилось лицензии и было остановлено, но в начале августа 2011 года завод был вновь запущен.
В марте 2016 года в прессе появились обвинения компании в неправовом приобретении прав на часть виноградников Массандра в Крыму.